# Jules Rossi
Giulio Rossi (Acquanera di San Giustina, Emília-Romanya, 3 de novembre de 1914 - Champigny-sur-Marne, França, 30 de juny de 1968), conegut com a Jules Rossi, va ser un ciclista italià, professional entre 1935 i 1950. En el seu palmarès destaquen la París-Roubaix de 1937, la París-Tours de 1938 i una etapa al Tour de França de 1938.

## Palmarès
- 1935
  - 1r a la París-Troyes
- 1936
  - 1r de la París-Saint Étienne
- 1937
  - 1r a la París-Roubaix
- 1938
  - 1r a la París-Tours
  - 1r al Gran Premi de l'Écho d'Alger
  - Vencedor d'una etapa al Tour de França
- 1941
  - 1r al Gran Premi de les Nacions
  - 1r de la París-Reims
  - 1r al Premi Dupré-Lapize (amb Alvaro Giorgetti)
- 1943
  - 1r de la París-Reims
- 1945
  - 1r a Nantua

### Resultats al Tour de França
- 1937. Abandona (8a etapa)
- 1938. Abandona (13a etapa). Vencedor d'una etapa

### Resultats al Giro d'Itàlia
- 1935. Abandona
- 1936. Abandona